# Шлиппенбах, Ульрих Герман Генрих Густав Фрайхерр фон
Барон Ульрих Герман Генрих Густав Фрайхерр фон Шлиппенбах (нем. Ulrich Hermann Heinrich Gustav Freiherr von Schlippenbach; 1774—1826) — немецкий писатель

, поэт и редактор.

## Биография
Родился в Курземе (Курляндии) 7 мая 1774 года; происходил из дворян, сын капитана прусской армии. С 1790 года Ульрих фон Шлиппенбах изучал юриспруденцию и словесные науки в Кенигсбергском и Лейпцигском университетах. 
Когда в 1794 году началось Восстание Костюшко, Ульрих фон Шлиппенбах поступил на военную службу в Русскую императорскую армию и оставался там некоторое время после войны в гвардии Санкт-Петербурга, но ушел в отставку после смерти Екатерины II.
Вернувшись в Курляндию, Ульрих Герман Генрих Густав Фрайхерр фон Шлиппенбах состоял с 1799 по 1807 год земским нотариусом Пильтенского округа, затем с 1807 по 1818 год Пильтенским ландратом, а по присоединении Пильтенского округа к Курляндии, в 1818 году, — советником Курляндского обер-гофгерихта и с 1822 года также председателем Курляндского комитета по составлению проекта для свода местных узаконений губерний Остзейских. Владел имениями Ульмален и Ямайкен. 
По инициативе фон Шлиппенбаха в 1816 году в Митаве было учреждено общество «Gesellschaft für Literatur und Kunst». 
Аксель Оскарович фон Гернет на страницах «Русского биографического словаря» дал следующую оценку литературному творчеству фон Шлиппенбаха: 
«Из числа поэтических его произведений выделяются многочисленные стихотворения на известные случаи. По всему складу своею миросозерцания он расположен к наивной чувствительности и простому пониманию жизни и природы, но притом все же не в состоянии уклониться от влияния современного поэтического пафоса. Внешняя форма его стихотворений часто неудовлетворительна, но его произведения отличаются глубиной мысли.»
Из сборников его стихотворений наиболее известны следующие: «Kurona, eine Sammlung vaterländischer Gedichte» и «Lebensblüthen aus Süden und Norden». 
Ульрих Герман Генрих Густав Фрайхерр фон Шлиппенбах умер 20 марта 1826 года в городе Митаве.
Посмертное издание его стихотворений вышло в 1828 году.